# Winter-Universiade 1972
Die Winter-Universiade 1972 fand vom 26. Februar bis zum 5. März in Lake Placid, Vereinigte Staaten statt.

## Sportarten
| Disziplin             | Entscheidungen |
| --------------------- | -------------- |
| Eishockey             | 1              |
| Eiskunstlauf          | 4              |
| Eisschnelllauf        | 8              |
| Nordische Kombination | 1              |
| Ski Alpin             | 8              |
| Skilanglauf           | 7              |
| Skispringen           | 1              |
| Gesamt                | 30             |

## Medaillenspiegel
| Platz  | Land               | Gold | Silber | Bronze | Gesamt |
| ------ | ------------------ | ---- | ------ | ------ | ------ |
| 1      | Sowjetunion        | 14   | 11     | 8      | 33     |
| 2      | Vereinigte Staaten | 3    | 3      | 7      | 13     |
| 3      | Frankreich         | 2    | 2      | 2      | 6      |
| 4      | Niederlande        | 2    | 2      | 1      | 5      |
| 5      | Polen              | 2    | 1      | 1      | 4      |
| 6      | Japan              | 1    | 3      | –      | 4      |
| 7      | Südkorea           | 1    | 2      | 1      | 4      |
| 8      | Italien            | 1    | 1      | –      | 2      |
| 8      | Kanada             | 1    | 1      | –      | 2      |
| 10     | BR Deutschland     | 1    | –      | 1      | 2      |
| 10     | Norwegen           | 1    | –      | 1      | 2      |
| 12     | Finnland           | 1    | –      | –      | 1      |
| 13     | Tschechoslowakei   | –    | 2      | 2      | 4      |
| 14     | Österreich         | –    | 1      | 4      | 5      |
| 15     | Schweden           | –    | 1      | –      | 1      |
| 16     | Schweiz            | –    | –      | 1      | 1      |
| Gesamt | Gesamt             | 25   | 25     | 24     | 74     |